# Wilhelm von Österreich

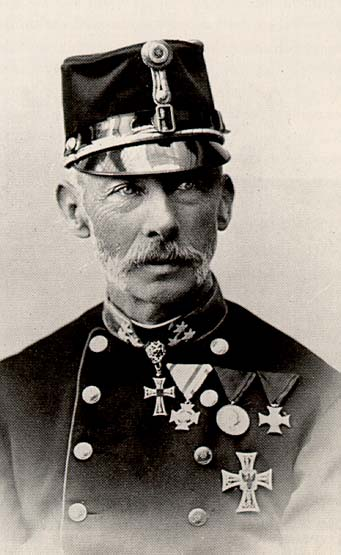
Erzherzog Wilhelm von Österreich

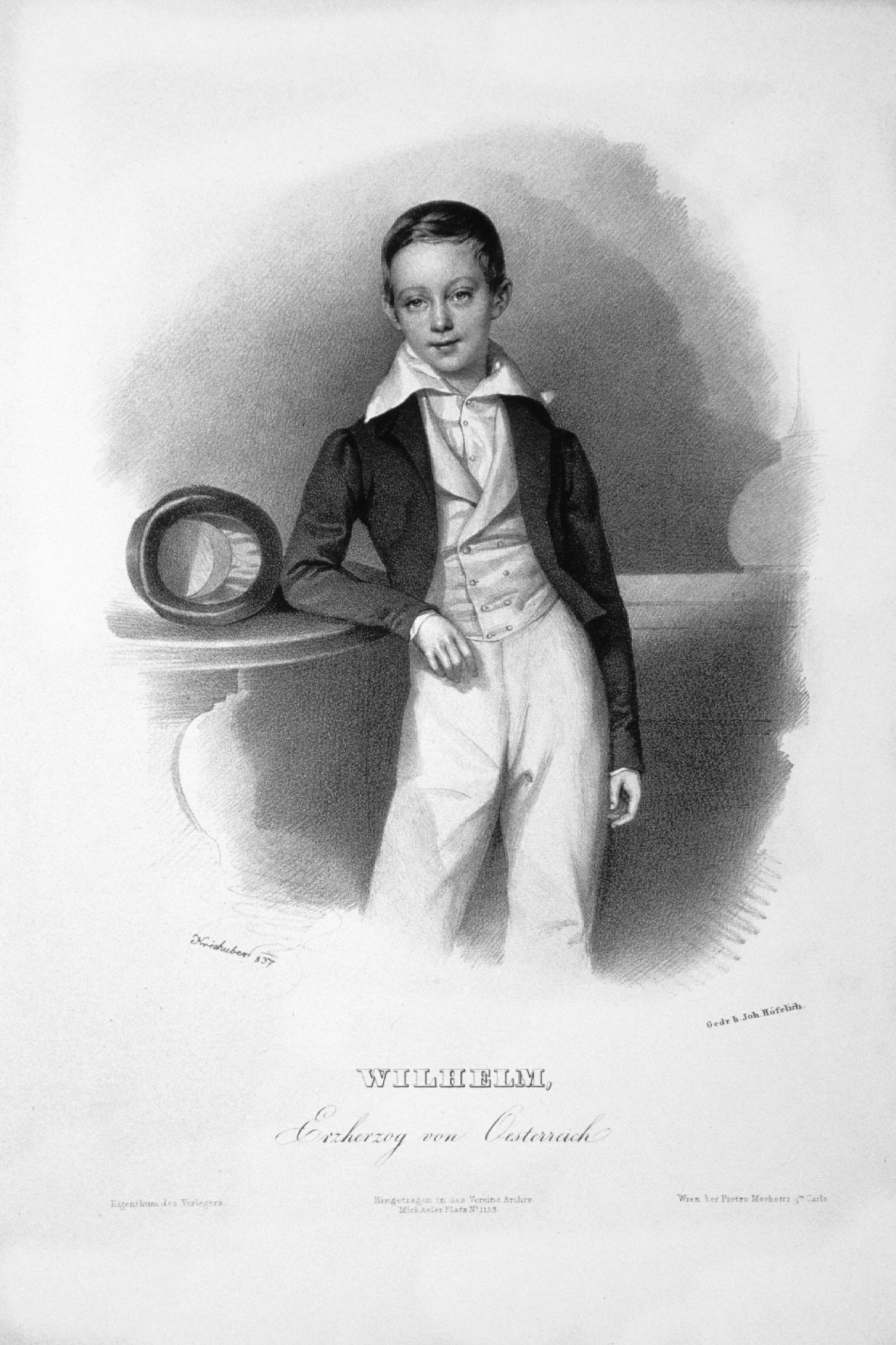
Erzherzog Wilhelm, Lithographie von Josef Kriehuber, 1837

Erzherzog Wilhelm Franz Karl von Habsburg-Lothringen (* 21. April 1827 in Wien; † 29. Juli 1894 in Weikersdorf, Niederösterreich) war der vierte Sohn von Feldmarschall Erzherzog Karl von Österreich-Teschen und Prinzessin Henriette Alexandrine von Nassau-Weilburg.

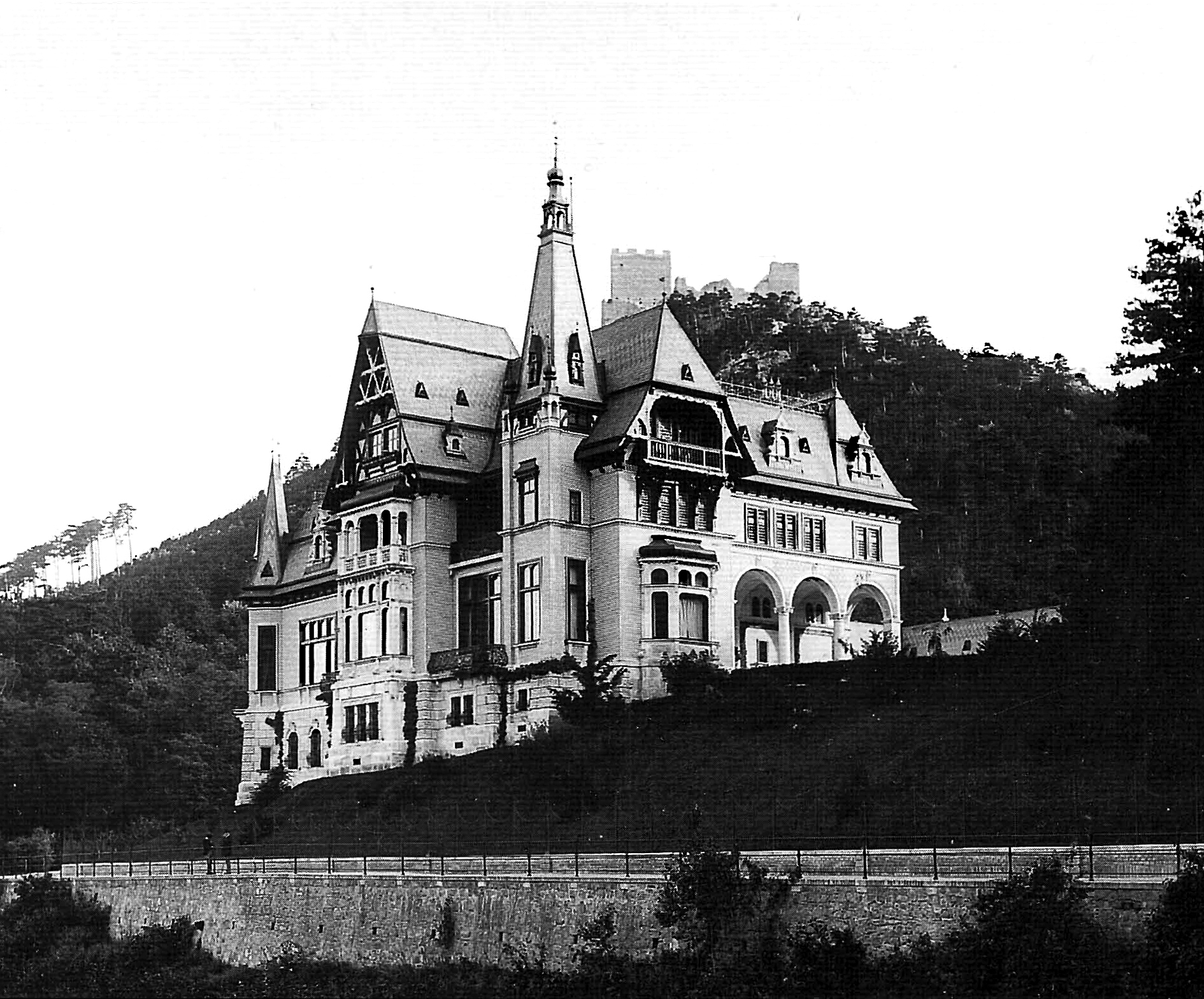
Eugen-Villa (Haupthaus) am Holzschwemmkanal der Schwechat bei Baden bei Wien (1891)

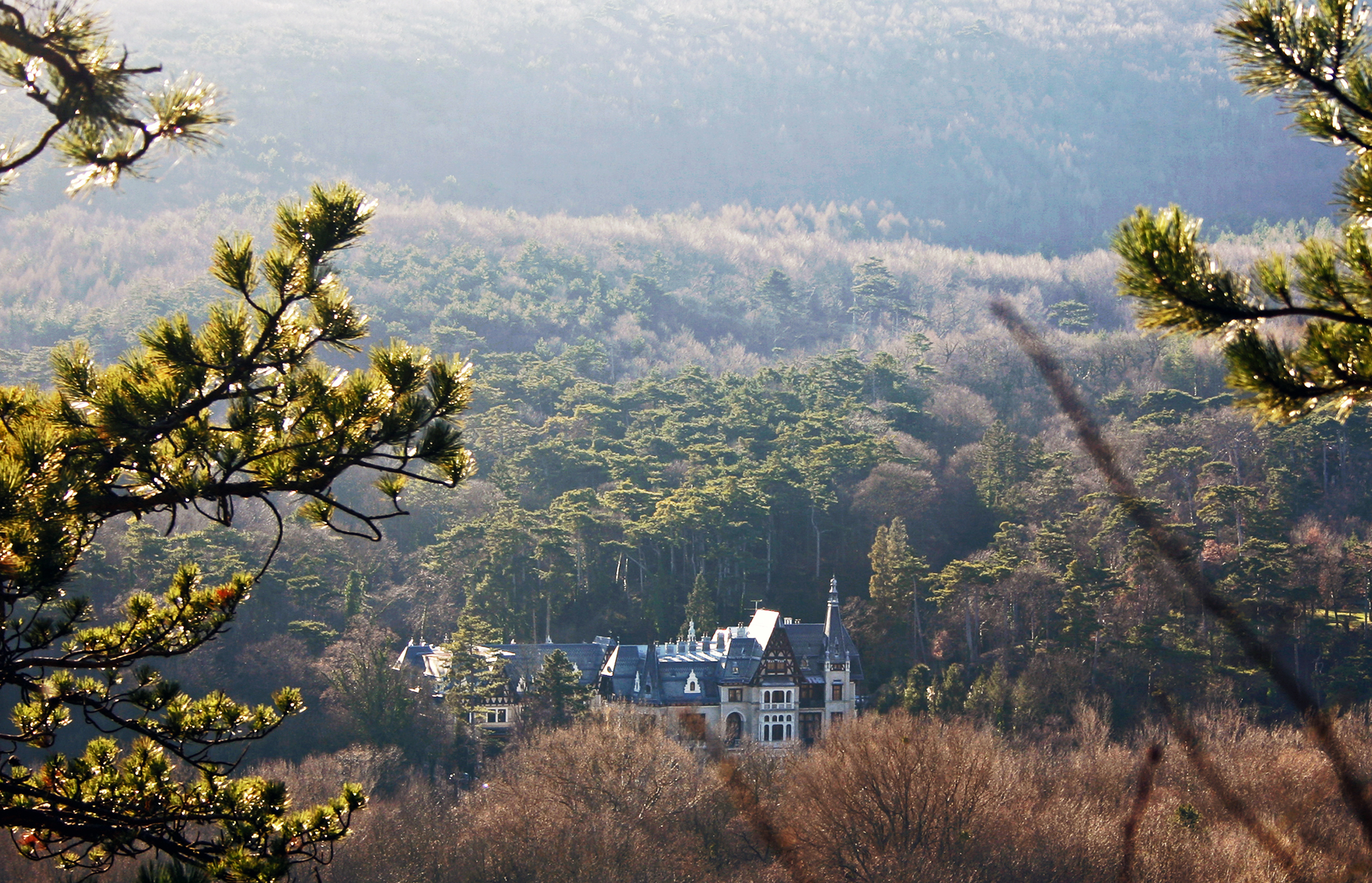
Eugen-Villa (Gesamtanlage), von unweit der Burgruine Rauhenstein aus gesehen.

## Leben
Wilhelm Franz Karl war der fünfte und jüngste Sohn des Paares. Seine Mutter starb bereits 1829. Wilhelm war seit 1842 Oberst der K.k. Armee und Inhaber des Infanterie-Regiments Nr. 12. Er nahm an den italienischen Kriegen von 1848 und 1849 als Freiwilliger auf Seiten des Kaisertums Österreich teil. Im Frühjahr 1854 überlebte er nur knapp eine Choleraerkrankung. 1853 wurde er zum Feldmarschallleutnant ernannt und war von 1857 bis 1860 als Chef des Armeeoberkommandos de facto Kriegsminister des Kaisertums Österreich. 1859 war er zwischenzeitlich Feldartillerieinspektor im Sardischen Krieg. 1862 wurde er Gouverneur der Festung Mainz (Bundesfestung) und 1864 von Kaiser Franz Joseph I. zum Generalinspektor der gesamten k.k. Artillerie ernannt. Außerdem bekleidete er seit 1863 das Amt des Hoch- und Deutschmeisters des Deutschen Ordens. In der Schlacht von Königgrätz 1866 befehligte er die Artillerie und wurde verwundet. Am 4. Jänner 1867 wurde er vom Kaiser zum Feldzeugmeister befördert.
Wilhelm war Bauherr eines der ersten an der neu angelegten Wiener Ringstraße erbauten Palais, des Palais Erzherzog Wilhelm. Theophil Hansen errichtete es im Auftrag des Erzherzogs von 1864 bis 1868 gegenüber dem Stadtpark. 1870 verkaufte Wilhelm das Palais an den Deutschen Orden, bewohnte es als Hochmeister aber weiterhin selbst. Seit damals wurde das Gebäude auch als Deutschmeister-Palais bezeichnet.
Wilhelm war eifriger Förderer des k.k. Hofwaffenmuseums (heute Heeresgeschichtliches Museum) in Wien. Es bestand als Bauwerk im Arsenal bereits seit 1856 und war 1869 zum ersten Mal öffentlich zugänglich. In den 1880er Jahren geriet das Haus aber auf Grund von Umgliederungen in den kaiserlichen Sammlungen in Schwierigkeiten. Am 22. Februar 1885 konstituierte sich daher unter dem Protektorat und Vorsitz von Kronprinz Rudolf und Wilhelm als seinem Stellvertreter ein Komitee, dem die neue inhaltliche Ausgestaltung des Museums oblag.
Wilhelm suchte und fand die Unterstützung des Kaisers, seiner Familie, des Adels und des Bürgertums sowie des Reichskriegsministeriums. Mit seinem Eifer war eine Fülle von Schätzen zusammengetragen worden, die sich der heutige Mensch kaum mehr vorstellen kann.  Am 25. Mai 1891 wurde das neu gestaltete k.u.k. Heeresmuseum von Franz Joseph I. feierlich eröffnet. Dies geschah mit einer Geschwindigkeit und Qualität, die ohne das Wirken von Erzherzog Wilhelm nicht möglich gewesen wäre.
Der Erzherzog verbrachte vor allem die Sommermonate in dem von seinem Vater, Erzherzog Karl, erbauten Schloss Weilburg in Weikersdorf, Baden bei Wien, wo er bisweilen nicht im Haupthaus, sondern in dem von seinem Bruder Albrecht initiierten kleinen Neubau, dem Stöckl, residierte. Ab 1882 betrieb er sein Vorhaben, in nächster Nähe zur Weilburg (300 m) seine eigene Sommerresidenz zu errichten. Der von Franz Ritter von Neumann geplanten Villa, bis heute nach Wilhelms Erben Eugen-Villa genannt, wurde 1886 die Benützungsbewilligung erteilt.
Erzherzog Wilhelm zog sich am 29. Juli 1894 bei einem in Zusammenhang mit einem Zug der elektrischen Bahn Rauhenstein–Baden eingetretenen Reitunfall schwere Kopfverletzungen zu und verstarb am gleichen Tag in seiner unweit des Unfallorts gelegenen Villa.
Aus einer Affäre mit der Schauspielerin Maria Lutz entstammte sein Sohn Karl Borromäus Rott (1860–1881), den der Schauspieler Karl Mathias Rott, der nachmalige Ehemann seiner Mutter und Vater seines älteren Halbbruders Hans Rott, als Sohn anerkannte.

## Ehrungen
Johann Strauss widmete ihm 1854 den Erzherzog-Wilhelm-Genesungs-Marsch.
In Hinblick auf den sich erstmals jährenden Todestag wurde von Erzherzog Eugen, dem Neffen (und Erben) des Verunglückten, ein Denkmal gespendet, eine Gedenksäule, errichtet von Paul Wasserburger. Sie wurde am 29. Juli 1895 kirchlich eingesegnet und vom Spender in das Eigentum der Gemeinde Weikersdorf übertragen. Sie übernahm die Verpflichtung, die Säule immerwährend zu erhalten. Die Gedenksäule sollte ursprünglich direkt am Unglücksort aufgestellt werden, wurde jedoch aus verkehrstechnischen Rücksichten unweit davon, an der Ecke Helenenstraße / Hildegardbrücke, platziert.  Die Inschrift an der Tafel auf der Vorderseite des Sockels lautet:
„Erzherzog Wilhelm von Österreich Hoch- und Deutschmeister † 29. Juli 1894 —
Das Andenken des Gerechten währt ewiglich. Psalm CXI, 6.“
Zum 100. Todestag, wurde 1994 die Gedenksäule gemäß Schenkungsverpflichtung renoviert.
Zu Ehren Wilhelms wurde die 1896 in Wien-Leopoldstadt in Praternähe eröffnete Artilleriekaserne Erzherzog-Wilhelm-Kaserne benannt. Ihr Bau war Folge der so genannten Kasernentransaktion. Die letzten Gebäude der Kaserne wurden 2005 demoliert, das Areal wird größtenteils von Wohnbauten eingenommen.
Die Wilhelmswarte auf dem Anninger wurde 1887 errichtet.